# The Legend of Heroes: Trails to Azure
The Legend of Heroes: Trails to Azure (英雄伝説碧の軌跡, Eiyuu Densetsu Ao no Kiseki, lit: 'La llegenda dels herois: Traces blau verdós') és un videojoc de rol de 2011 desenvolupat per Nihon Falcom. El joc forma part de la sèrie Trails, i alhora forma part de la sèrie més gran The Legend of Heroes. Trails to Azure és la seqüela de The Legend of Heroes: Trails from Zero (2010), sent la segona part i final de l'"arc de Crossbell".

## Trama
Trails to Azure passa uns quants mesos després del final de Trails from Zero. A la Secció de Suport Especial (SSS) s'hi uneixen nous reclutes: la sergent major de l'exèrcit, la Noel Seeker i l'antic líder d'una banda de carrer, en Wazy Hemisphere.
Una vegada més, diferents personatges sense escrúpols volen utilitzar els poders de la KeA, la petita pupil·la de la SSS, per als seus propis fins. Els lidera en Dieter Crois, l'alcalde, que aconsegueix declarar la independència de Crossbell i pretén assegurar-la amb els poders de la KeA, mentre que la seva filla, la Mariabell, vol fer servir la KeA per reescriure la història. La SSS, ha d'afrontar avalots civils i escomeses secretes per a frustrar els seus plans. Tant en Dieter com la Mariabell són vençuts, però el primer és arrestat mentre que la segona s'uneix a Uròbor i la Kea perd els seus poders, fets que condueixen a l'annexió de Crossbell per part de l'Imperi d'Erebònia. Això porta al capítol "Interludi" (Divertissement en la versió anglesa) de Trails of Cold Steel II i als esdeveniments de la segona meitat de la sèrie Trails of Cold Steel.

## Publicació
Ao no Kiseki va sortir a la venda al Japó per a PlayStation Portable el 29 de setembre de 2011. Més tard se'n va fer un port només per a la Xina per a Microsoft Windows el 28 de març de 2013. També va sortir per a PlayStation Vita al Japó el 12 de juny de 2014, amb el nom d'Ao no Kiseki: Evolution. Aquesta versió conté gràfics millorats i més línies de doblatge. La versió Evolution va rebre una remasterització per a PlayStation 4, que va sortir al Japó amb el títol d'Ao no Kiseki Kai el 28 de maig de 2020. També va ser sortir per a Nintendo Switch per Clouded Leopard Entertainment a Àsia el 22 d'abril de 2021. La versió en anglès, Trails to Azure, no es va publicar fins una dècada més tard, el març de 2023.

## Localització
A causa de diversos motius, Trails to Azure i la seva preqüela, Trails from Zero, encara no s'havien localitzat a l'anglès quan va sortir Trails of Cold Steel al Japó. Posteriorment, Falcom es va adreçar a Xseed Games, que prèviament havia localitzat Trails in the Sky, i va demanar que es prioritzés la localització de Trails of Cold Steel, la qual cosa va provocar que Trails from Zero i Trails to Azure s'ometessin.
El 2018 va sortir-ne una primera traducció feta per fans en anglès, i el maig del 2021 un equip de localització fan conegut com a "Geofront" va publicar-ne una altra. El juny de 2021, es va anunciar que la traducció de Geofront serviria de base per a la versió oficial en anglès per a Nintendo Switch, PlayStation 4 i Microsoft Windows. Va sortir a Nord-amèrica el 14 de març de 2023, a Europa el 17 de març i a Australàsia el 24 de març. Aquesta versió amb gràfics millorats va sortir al Japó el 31 d'agost de 2023.

## Recepció
Trails to Azure va ser catalogat com un dels millors jocs de l'any 2011 al Tokyo Game Show d'aquell any. Juntament amb Trails from Zero, Comic Book Resources va destacar-ne "la història que abasta diferents arcs durant diversos jocs, l'ambientació immersiva i detallada, el desenvolupament de personatges magistral i el sistema de batalla únic". Va assenyalar que, malgrat la manca d'una localització oficial en aquell moment, la trama i els personatges eren fonamentals per entendre els jocs posteriors de la sèrie.